# 沈連洙
沈連洙（朝鮮語：심련수，1918年5月20日-1945年8月8日）號青松。朝鮮江原道三陟出身，反日詩人及作家。

## 生平
沈連洙於1941年考入日本大學藝術學院。

## 家族
祖父沈大奎是溟州郡的儒家學者。

## 著作
- 沈連洙詩調集

## 外部連結
- 윤동주 시인에겐 없는 것, 이 사람에 있다 - 오마이뉴스 （页面存档备份，存于） 
- 일제 암흑기 ‘제2의 윤동주’ 심련수 （页面存档备份，存于） 
- 조글로:심련수 문학상[永久] 